# Venny Soldan-Brofeldt

Hanna Pauli: Porträt Venny Soldan-Brofeldt, zwischen 1886 und 1887, Göteborgs konstmuseum

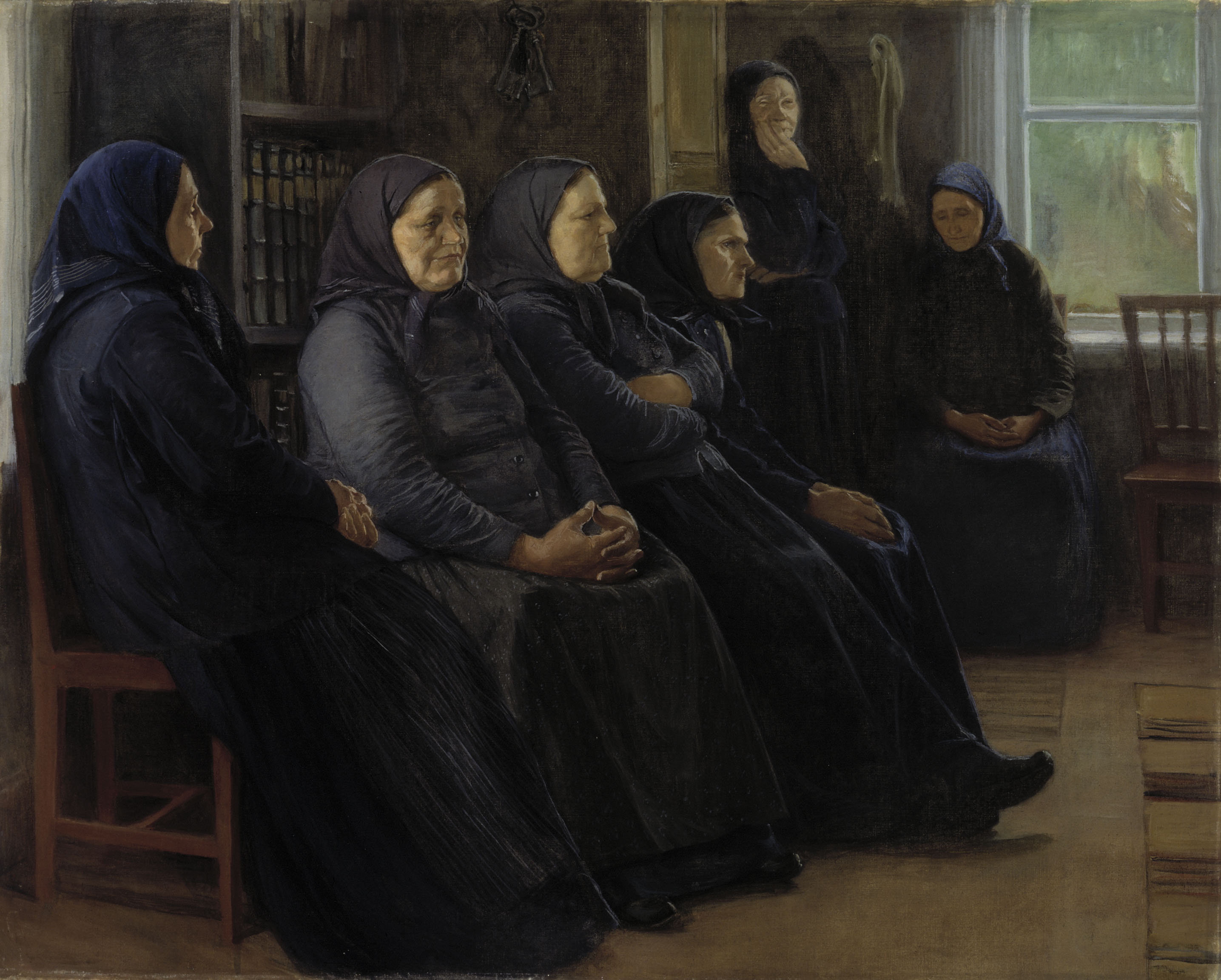
Venny Soldan-Brofeldt: Heränneitä (1898)

Venny Soldan-Brofeldt (geboren 2. November 1863 in Helsinki als Wendla Irene Soldan; gestorben 10. Oktober 1945 in Lohja) war eine finnlandschwedische Malerin, Illustratorin, Bildhauerin, Fotografin und Designerin.

## Leben und Wirken
Venny Soldan-Brofeldts Vater August Fredrik Soldan war Direktor der „Mint of Finland“, ihre Mutter Marie Müller war eine Deutsche. In der Familie wurde Schwedisch und Deutsch gesprochen. Mit Unterstützung ihrer Familie studierte sie ab 1880 an der Zeichenschule des Finnischen Kunstvereins (heute Akademie der Schönen Künste Helsinki), sowie bei der Malerin Maria Wiik und von 1883 bis 1884 an der von Alexander von Stieglitz gegründeten Sankt Petersburger Zentral-Schule für Technisches Zeichnen. Ihre dortigen Lehrer sind unbekannt, sie äußerte den Wunsch, in Russland bei Ilja Repin zu studieren.
Ab 1885 absolvierte sie für einige Zeit Studien an der Pariser Académie Colarossi. Das berühmte, 1887 von ihrer Freundin und Kollegin Hanna Pauli gemalte Porträt zeigt sie in ihrem gemeinsamen Atelier im Pariser Viertel Montparnasse beim Arbeiten, mit einem Klumpen Tonerde in der Hand. „Wir hatten damals keine größeren Schulden. Das Atelier war sehr kalt und feucht; meine finnische Freundin saß da und musste einen Muff tragen, als ich sie malte. Das Materielle im Leben bekümmerte uns  kaum...“ Als ihren wichtigsten Lehrer erwähnte sie Pascal Dagnan-Bouveret.
1886 unternahm sie zusammen mit Hanna Pauli und Eva Bonnier eine Malreise nach Barbizon. Weitere Studienreisen führten sie nach Spanien und Italien. Sie finanzierte die Reisen mit dem Kopieren von Werken Alter Meister. Nach ihrer Rückkehr nach  Helsinki arbeitete sie als Kunstlehrerin. Sie war eine aktive Feministin, fuhr Fahrrad, rauchte Pfeife und trug Hosen, was man zu dieser Zeit Frauen noch nicht zugestand und als „schockierend“ betrachtete.
1890 lernte sie den Schriftsteller Juhani Aho kennen, den sie 1891 heiratete; dabei nahm sie dessen bürgerlichen Namen „Brofeldt“ an. Gemeinsam zogen sie aufs Land nach Ullanlinna, ans Ufer des Tuusula-Sees. Ihr Haus wurde ein Treffpunkt für u. a. Jean Sibelius, Pekka Halonen, Arvid Järnefelt, Werner Söderhjelm. Albert Edelfelt, Axel Gallén und Eero Järnefelt.
Das Ehepaar unternahm zahlreiche Reisen und ließ sich schließlich in Hausjärvi nieder, wo 1895 ihr erster Sohn, der Filmemacher Heikki Aho geboren wurde. Zwischen ihrem Mann und ihrer jüngeren Schwester Tilly, die sich zu ihrer häuslichen Unterstützung ebenfalls dort aufhielt, entwickelte sich in dieser Zeit eine parallele Beziehung. Dennoch wurde die Ehe aufrechterhalten und 1900 wurde ihr zweiter Sohn, der Schriftsteller Antti Aho geboren. Allerdings brachte Tilly 1902 ebenfalls einen Sohn Juhanis zur Welt (Björn Soldan), lebte aber fortan in Järvenpää.
Nachdem der russische Generalgouverneur Nikolai Bobrikow Juhani im Jahr 1903 auf die schwarze Liste gesetzt hatte, da dessen Bruder gegen Zensurgesetze verstoßen hatte, emigrierte das Ehepaar von 1903 bis 1904 zunächst nach Tirol, anschließend nach Venedig und Florenz. Nach dem Tod Bobrikows kehrten sie nach Helsinki zurück.
Ihr Mann verstarb im Jahr 1921. In der folgenden Zeit reiste sie viel, oft als Vertreterin der Foto- und Filmfirma ihres Sohns und ihres Neffen, Aho & Soldan. 1922–1923 studierte sie im bayerischen Oberammergau Holzschnitzerei – eine Technik, die sie dann auch für ihre bildhauerische Arbeit verwendete.
Im sogenannten Winterkrieg zog sie nach Lohja und starb dort 1945. Gemäß ihrem Wunsch wurde sie nicht neben ihrem Ehemann, sondern im Grab ihrer Familie bestattet. Kurz vor ihrem Tod hatte sie die Korrespondenz zwischen ihrem Mann und ihrer Schwester verbrannt.

## Werk
Venny Soldan-Brofeldt arbeitete kontinuierlich und erlangte mit ihrem künstlerischen Werk große Anerkennung. Sie erhielt staatliche Reisestipendien, eines ihrer Werke wurde auf der Weltausstellung Paris 1889 präsentiert, und an der Weltausstellung Paris 1900 gewann sie mit einem weiteren Gemälde eine Bronzemedaille.
Ihr Gemälde Heränneitä („Pietisten“), das sie 1898 schuf und mehrfach in Variationen erneut malte, erreichte besondere Anerkennung und gehört zu ihren zentralen Werken. Auch durch Porträts, Akte, Innenräume und maritime Landschaften erlangte sie Popularität und Ansehen. Inspiriert von der Landbevölkerung, die für sie stets ein wichtiges malerisches Sujet war, schuf sie 1898 das zu ihren Hauptwerken zählende Bild Väckta („Erwachen“).
Ihre internationale Ausbildung und die Erfahrungen ihrer Reisen spiegeln sich in ihren Werken wider. Ihr im Anschluss an eine Reise nach Karelien (1892) entstandenes Gemälde Måltid i bondstugan („Mahlzeit im Bauernhaus“) betrachtete sie selbst als eines ihrer wichtigsten Werke. So verarbeitete sie in ihrem Werk Einflüsse des nordischen, französischem und russischem Realismus und Naturalismus. Auch eine Nähe zum Karelianismus ist in manchen ihrer Werke zu erkennen, ebenso wie das in ihrer Tätigkeit als Kopistin erlangte intensive praktische Studium Alter Meister. Sie nutzte verschiedenste Techniken, sowohl der Malerei als auch der Illustration und Graphik.
Als Illustratorin war sie spezialisiert auf Kinderbücher. Sie illustrierte Bücher der Autoren Anni Swan und Joel Lehtonen und gestaltete eigene Bücher – das bekannteste ist Merimajamme ja me („Unser Meer und wir“) aus dem Jahr 1930. Außerdem entwarf sie Möbel und Textildesign und beteiligte sich an Architekturwettbewerben, darunter ein Wettbewerb für das Lalluka Artists’ Home. 1933 wurde sie dessen Ehren-Sprecherin, des ersten Künstler-Residenzen-Hauses Finnlands, erbaut im funktionalistischen Stil von Gösta Juslen.

## Rezeption heute
Seit den 2000er Jahren erhält ihr künstlerisches Werk wieder zunehmend Aufmerksamkeit und Anerkennung, so waren ihre Werke mehrfach in Gruppenausstellungen großer Museen vertreten, darunter das Ateneum der Finnischen Nationalgalerie, die Kunsthalle Helsinki, das Mikkeli Art Museum und das Kumu Tallinn.
2003 produzierte das finnische Fernsehen die Filmbiografie Venny in Form einer TV-Mini-Serie. Der Film konzentriert sich auf die Zeit bis zu Juhanis Tod, beleuchtet insbesondere das Dreiecks-Verhältnis mit Tilly.
Des Weiteren veröffentlichte die Autorin Tuula Levo im Jahr 2000 den Roman, Neiti Soldan („Fräulein Soldan“), der Tilly Soldan ins Zentrum stellt und in Finnland zum Bestseller wurde.